# Атосанупурі
Атосанупурі (рос. Атсонупури; айну: アトゥサヌプリ, Atusa-nupuri; яп. 阿登佐岳, Atosa-dake) — діючий вулкан на острові Ітуруп, Великої Курильської гряди, що знаходиться під контролем Росії. У Японії цей вулкан іноді називають Фудзі Етороф.
Конічний стратовулкан Атосанупурі утворює однойменний півострів, з'єднаний із південно-західною стороною острова Ітуруп низьким перешийком висотою лише 30 м. Висота вулкана 1206 м. Сомма вулкана, край кальдери якого відслонюється лише на висоті приблизно 900 м з південного боку, утворилася під час пізнього плейстоцену або раннього голоцену та сформувала острів висотою орієнтовно до 1,5 км, який пізніше був з'єднаний з основним островом ерозійним матеріалом. Розлом із великим зміщенням зміщує північно-західну сторону сомми. Кальдера шириною 2 км згодом була значною мірою перекрита центральним конусом, який утворює нинішню вершину. Стромболійські виверження домінували в історії цього базальтового вулкана; небагато потоків лави виходять на денну поверхню. Відомо лише два історичні виверження, у 1812 і 1932 роках.